# Кулпин
Кулпин (серб. Кулпин) — село в Сербії, належить до общини Бачкі-Петровац Південно-Бацького округу в багатоетнічному, автономному краю Воєводина.

## Населення

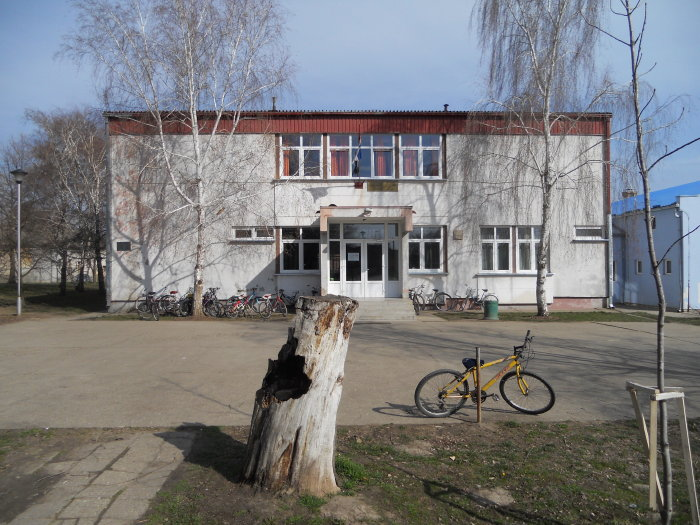
Школа

Населення села становить 3104 особи (2002, перепис), з них:
- словаки — 2116 — 71,10%;
- серби — 634 — 21,30%;
- югослави — 43 — 1,44%;

Решту жителів  — з десяток різних етносів, зокрема: хорвати, роми, мадяри і з десяток русинів-українців.